# Les Rêves de monsieur Rossi
 (novembre 2016).
Si vous disposez d'ouvrages ou d'articles de référence ou si vous connaissez des sites web de qualité traitant du thème abordé ici, merci de compléter l'article en donnant les références utiles à sa vérifiabilité et en les liant à la section « Notes et références ».
Pour plus de détails, voir Fiche technique et Distribution.
Les Rêves de monsieur Rossi (I sogni del signor Rossi) est un film d'animation italien réalisé par Bruno Bozzetto, sorti en 1977. 

## Fiche technique
- Titre original : I sogni del signor Rossi
- Titre français : Les Rêves de M. Rossi
- Réalisation : Bruno Bozzetto
- Scénario : Bruno Bozzetto, Guido Manuli, Maurizio Nichetti
- Musique : Franco Godi
- Production : Bruno Bozzetto Film
- Pays d'origine :  Italie
- Genre : Film d'animation
- Format : Couleur
- Durée : 80 minutes
- Dates de sortie : 
  - Italie : 1977
  - France : ??

## Distribution (voix)
- Giuseppe Rinaldi : Monsieur Rossi
- Gianfranco Mauri : Gaston (Gastone en italien)
- Franco Godi : le vendeur de lampes
- Carlo Bonomi : Herlotto et le reste des personnages
- Gianpaolo Rossi : l'agriculteur